# Shaiya
Shaiya（シャイヤ）-Light and Darkness-は、韓国のSONOV社が開発したMMORPG。日本ではゴンゾロッソ（現ロッソインデックス）よって運営されていた。2007年11月9日16時よりオープンβテストを開始し、同年11月13日19時から正式サービスを開始した。
以下は特に断りがないかぎり、サービスを終了した公式日本バージョンを解説している。

## 概要
プレイヤーはスタート時に「光の同盟」「怒りの連合」の二大勢力のどちらかに属し、その後にそれぞれの同盟に属する複数種族を選び、また進行難易度やスキル、クラスなどを選択するシステムになっていた

## ゲームシステム
シャイアの最大の魅力、と運営が謳っていたのが大規模戦闘システムであり、大規模戦闘発生時には参加プレイヤー数が1,000人を軽く超すことがあった、と公式解説ページには記されている。

### 光の同盟
光の同盟は明るい、植物に囲まれた自然溢れるイメージのフィールドで構成されていた。所属する種族はヒューマンとエルフ。

#### ヒューマン
ヒューマンは近接職を中心的な役職としている近接戦闘に長けた種族。
ファイター
近接戦闘を得意とし、攻撃重視。
ディフェンダー
防御に長け、ファイターより攻撃力が劣るものの、それを補う防御力で囮役になれる。
プリースト
ファイターとディフェンダーを支援する役割としての存在であり、回復スキルなどを覚えることが出来る。

#### エルフ
エルフはヒューマンよりも華奢で、主に敏捷性と精神面に優れている種族。
レンジャー
軽量装備しか装備出来ないが、素早さを活かした戦いを行うことが出来る。
アーチャー
弓を使っての遠隔攻撃を得意とする。
メイジ
攻撃魔法を得意とする職。

### 怒りの連合
怒りの連合は殺伐として妖艶なモンスターのデザインを用いていた。

#### デスイーター
強靭な肉体を持つ近接戦闘に優れた種族。
ウォーリア
完全近接型の職で、片手斧、双斧、槍を使用する。
ガーディアン
体力と防御力に優れたパーティ内での主力盾としての存在であり、片手斧、片手鈍器、両手鈍器を使用する。
ハンター
遠距離戦を得意とする職で、双斧、投槍、弓を使用する。

#### ヴァイル
光の同盟のエルフと同様に、高い魔力と敏捷性を兼ね備えた種族。
ペイガン
攻撃魔法を多用する職。
オラクル
回復支援スキルを習得出来る。
アサシン
敏捷性を最大の特徴とした素早い攻撃のほか、回避能力が高く、姿を消す、変装などの能力をも持つ。